# جمعية كشافة ومرشدات موناكو
جمعية كشافة ومرشدات موناكو هي واحدة من المنظمات الكشفية الوطنية في موناكو ودليها أصغر عدد من المرشدات في العالم. الجمعية لديها نحو 84 عضوا (61 كشاف (اعتبارا من 2010)، 23 مرشدة (اعتبارا من 2003)). يقع مقرها في المشيخة من كنيسة الرعية القلب المقدس في مونغاتي.
كانت منظمة موناكو الكشفية تحت رعاية الكشافة الفرنسية منذ عام 1918، وأصبحت عضوا مستقلا في المنظمة العالمية للحركة الكشفية في عام 1990. شكافة في موناكو تشكلت في عام 1929، والدليلات وضعوا تحت مرشدات فرنسا. في عام 1953 بدأ العمل على تشكيل جمعية مرشدات مستقلة وقد تحقق ذلك في عام 1956، وأصبحت عضوا في الجمعية العالمية للمرشدات وفتيات الكشافة في عام 1963. في عام 1992 جمعية الكشافة والرابطة دليل دمج وشكلت جمعية كشافة ومرشدات موناكو.
يوجد في الجمعية قسم خاص للكشافة البحرية التي تجري العديد من الأنشطة على البحر الأبيض المتوسط.
وقد تعاونت كشافة موناكو تاريخيا مع المكتب الكشفي العالمي، على الرغم من أنها لم تكن عضوا حتى عام 1990.

## روابط خارجية
- الموقع الرسمي